# Nederlandse kampioenschappen schaatsen sprint 1986
De Nederlandse kampioenschappen sprint 1986 voor mannen en vrouwen vormden een schaatsevenement dat onder auspiciën van de KNSB over de sprintvierkamp (2x 500, 2x 1000 meter) werd verreden. Het vond plaats in het weekend van 4 en 5 januari op de onoverdekte ijsbaan Vechtsebanen in Utrecht. Voor de mannen was het de zeventiende editie, voor de vrouwen de vierde.
De kampioenschappen volgden dit seizoen voor de Nederlanders hetzelfde stramien als dat in 1985. De NK sprint was weer het eerste kampioenschap dat vervolgde met de EK (v) (11 + 12 januari), EK (m) (25 + 26 januari), NK allround (m/v) (1 + 2 februari), WK allround (v) (8 + 9 februari), WK allround (m) (15 + 16 februari) en de WK sprint (m/v) (22 + 23 februari). Daarvoor, tegelijkertijd en hierna vonden de wedstrijden plaats in het kader van het eerste seizoen van de wereldbeker schaatsen.
Het schaatsweekend werd verreden in strenge en wisselende winterse omstandigheden. Het kampioenschap bij de mannen werd als gevolg hiervan beslist over drie afstanden. De 2e 1000 meter werd na twee ritten vanwege zware sneeuwval geannuleerd.
Mannen
Het maximale aantal van 24 deelnemers nam deel, waaronder drie kampioenen en vijf debutanten. Na tweede plaatsen in 1984 en 1985 behaalde Geert Kuiper ditmaal de titel. Tweevoudig kampioen (1984 en 1985) en tevens titelhouder Hein Vergeer eindigde dit jaar als tweede. De kampioen van 1982, Jan Ykema, behaalde met de derde plaats zijn tweede podiumplaats bij de NK sprint. Lieuwe de Boer (kampioen in 1981) werd deze editie achtste. De negen te verdelen afstandmedailles werden door vijf verschillende rijders behaald.
Vrouwen
Er namen twintig deelneemsters deel, waaronder twee kampioenen en vijf debutanten. De titel ging dit jaar naar Petra Moolhuizen die voor het eerst het eindpodium betrad. Tweevoudig kampioene (1984 en 1985) Yvonne van Gennip werd net als in 1983 tweede. De derde positie werd ingenomen door Marieke Stam die ook voor het eerst op het podium stond. De kampioene van 1983, Alie Boorsma, werd deze editie achtste. De twaalf te verdelen afstandmedailles werden door acht verschillende rijdsters behaald.
WK sprint
Voor de WK sprint kwalificeerden de nummers 1 en 2 bij de mannen (Kuiper en Vergeer) en de kampioene bij de vrouwen (Moolhuizen) zich bij de NK sprint. Ykema, Hans Janssen (aangewezen door de BCK, de begeleidingscommissie kernploegen), Van Gennip en Marieke Stam volgden na selectiewedstrijden begin februari. Bij de WK nam reserve Ingrid Haringa de startplaats van Van Gennip in die, net als het vorige jaar, zich wegens ziekte moest afmelden.

## Afstandmedailles
Mannen
| Afstand  | 1e                | 2e           | 3e            |
| -------- | ----------------- | ------------ | ------------- |
| 1e 500m  | Geert Kuiper      | Hein Vergeer | Jan Ykema     |
| 1e 1000m | Jan Nieuwenhuizen | Hein Vergeer | Bauke Jonkman |
| 2e 500m  | Geert Kuiper      | Jan Ykema    | Hein Vergeer  |
| 2e 1000m | geannuleerd       | geannuleerd  | geannuleerd   |

Vrouwen
| Afstand  | 1e                | 2e                | 3e            |
| -------- | ----------------- | ----------------- | ------------- |
| 1e 500m  | Ingrid Haringa    | Els Meijer        | Boukje Keulen |
| 1e 1000m | Petra Moolhuizen  | Yvonne van Gennip | Ria Visser    |
| 2e 500m  | Marieke Stam      | Ingrid Haringa    | Boukje Keulen |
| 2e 1000m | Yvonne van Gennip | Petra Moolhuizen  | Thea Limbach  |

## Eindklassementen

### Mannen
| Rang   | Schaatser            | Punten  | 500m           | 1000m        | 500m             | 1000m |
| ------ | -------------------- | ------- | -------------- | ------------ | ---------------- | ----- |
| Goud   | Geert Kuiper         | 118.965 | 1.39,33 (1)    | 1.22,47 (5)  | 38,40 (1) BR, CR |       |
| Zilver | Hein Vergeer         | 119.145 | 1.39,57 (2)    | 1.21,31 (2)  | 38,92 (3)        |       |
| Brons  | Jan Ykema            | 119.425 | 1.39,75 (3)    | 1.21,97 (4)  | 38,69 (2)        |       |
| 4      | Tjerk Terpstra       | 121.230 | 1.40,04 (4)    | 1.23,40 (12) | 39,49 (6) pr     |       |
| 5      | Hans Kaats           | 122.145 | 1.40,85 (5)    | 1.22,69 (8)  | 39,95 (12)       |       |
| 6      | Jan Nieuwenhuizen    | 122.220 | 1.41,86 (15)   | 1.20,90 (1)  | 39,91 (11)       |       |
| 7      | Bauke Jonkman        | 122.495 | 1.41,69 (12)   | 1.21,85 (3)  | 39,88 (10)       |       |
| 8      | Lieuwe de Boer       | 122.700 | 1.41,18 (9)    | 1.24,66 (19) | 39,19 (4)        |       |
| 9      | Hans Janssen         | 122.740 | 1.41,74 (13)   | 1.22,68 (7)  | 39,66 (8)        |       |
| 10     | Harm van der Pal     | 122.750 | 1.41,84 (14)   | 1.22,62 (6)  | 39,60 (7)        |       |
| 11     | Peter de Kant        | 122.800 | 1.40,97 (7)    | 1.22,86 (10) | 40,40 (18)       |       |
| 12     | Yep Kramer           | 123.365 | 1.40,95 (6)    | 1.24,17 (17) | 40,33 (15)       |       |
| 13     | Jaco Mos             | 123.590 | 1.42,37 (17)   | 1.22,80 (9)  | 39,82 (9)        |       |
| 14     | Attie Sarelse        | 124.205 | 1.41,19 (10)   | 1.24,99 (20) | 40,52 (19)       |       |
| 15     | Victor van den Hoff  | 124.695 | 1.42,51 (18)   | 1.23,69 (14) | 40,34 (16)       |       |
| 16     | Emiel Hopman         | 124.925 | 1.41,49 (11)   | 1.25,19 (21) | 40,84 (22)       |       |
| 17     | Raymond Brugmans     | 125.535 | 1.42,96 (22)   | 1.22,99 (11) | 41,08 (23)       |       |
| 18     | Gerard Aardema       | 125.605 | 1.42,64 (20)   | 1.27,03 (24) | 39,45 (5)        |       |
| 19     | Ben van der Feltz    | 125.785 | 1.42,91 (21)   | 1.24,37 (18) | 40,69 (21)       |       |
| 20     | Dirk Jan van Hameren | 125.845 | 1.43,42 (23)   | 1.23,79 (15) | 40,53 (20)       |       |
| 21     | Henk Hospes          | 125.995 | 1.42,32 (16)   | 1.26,79 (23) | 40,28 (4)        |       |
| 22     | Ron den Braber       | 126.085 | 1.42,52 (19)   | 1.26,45 (22) | 40,34 (16)       |       |
| 23     | Marco de Groot       | 149.675 | 1.07,45 (24) * | 1.23,91 (16) | 40,27 (13)       |       |
|        | Frits Schalij        | 082.870 | 1.41,15 (8)    | 1.23,44 (13) | DQ               |       |

BR = baanrecord
CR = kampioenschapsrecord
pr = persoonlijk record
DQ = gediskwalificeerd
* = met val

### Vrouwen
| Rang   | Schaatsster             | Punten     | 500m       | 1000m           | 500m            | 1000m              |
| ------ | ----------------------- | ---------- | ---------- | --------------- | --------------- | ------------------ |
| Goud   | Petra Moolhuizen        | 173.140    | 43,65 (4)  | 1.26,43 (1)     | 1.43,30 (4)     | 1.25,95 (2)        |
| Zilver | Yvonne van Gennip       | 173.895    | 44,03 (7)  | 1.26,45 (2)     | 1.43,88 (7)     | 1.25,52 (1) BR, CR |
| Brons  | Marieke Stam            | 174.030    | 43,72 (5)  | 1.27,87 (6)     | 1.43,16 (1)     | 1.26,43 (4)        |
| 4      | Thea Limbach            | 174.335 pr | 43,98 (6)  | 1.27,21 (4)     | 1.43,56 (5)     | 1.26,38 (3)        |
| 5      | Boukje Keulen           | 174.740    | 43,57 (3)  | 1.27,48 (5)     | 1.43,29 (3)     | 1.28,28 (7)        |
| 6      | Els Meijer              | 175.980    | 43,54 (2)  | 1.29,57 (9)     | 1.43,56 (5)     | 1.28,19 (6)        |
| 7      | Ingrid Haringa          | 177.150    | 43,06 (1)  | 1.28,28 (7)     | 1.43,27 (2)     | 1.33,36 (11)       |
| 8      | Alie Boorsma            | 178.025    | 44,23 (8)  | 1.29,67 (10)    | 1.44,36 (10)    | 1.29,20 (8)        |
| 9      | Coby Borst              | 178.380 pr | 44,85 (12) | 1.28,60 (8)     | 1.44,52 (12)    | 1.29,42 (9)        |
| 10     | Ina Steenbruggen        | 179.875    | 44,91 (13) | 1.30,20 (14)    | 1.44,39 (11)    | 1.30,95 (10)       |
| 11     | Christine Aaftink       | 182.005    | 44,49 (10) | 1.30,15 (12)    | 1.44,08 (9)     | 1.36,72 (12)       |
| 12     | Anita Loorbach          | 185.450    | 44,24 (9)  | 1.31,59 (19)    | 1.43,88 (7)     | 1.43,07 (14)       |
| 13     | Grietje Mulder          | 186.215    | 45,09 (15) | 1.30,48 (16)    | 1.45,52 (17)    | 1.40,73 (13)       |
| 14     | Jacqueline van Straaten | 189.215    | 45,04 (14) | 1.30,35 (15)    | 1.44,70 (13)    | 1.48,60 (16)       |
| 15     | Tanja Wilhelm           | 190.665    | 45,30 (16) | 1.29,82 (11) pr | 1.45,38 (15)    | 1.50,15 (17)       |
| 16     | Simone Velzeboer        | 193.195 pr | 45,51 (17) | 1.31,02 (18) pr | 1.44,84 (14) pr | 1.54,67 (18)       |
| 17     | Rinie Nijdam            | 195.720 pr | 45,85 (19) | 1.30,61 (17)    | 1.45,46 (16)    | 1.58,21 (19)       |
| 18     | Ria Visser              | 203.320    | 44,49 (10) | 1.27,18 (3)     | 1.11,98 (18) *  | 1.26,52 (5)        |
| 19     | Ingrid Paul             | 218.855    | 45,52 (18) | 1.30,16 (13)    | 1.15,60 (19) *  | 1.45,31 (15)       |
|        | Monique Velzeboer       | 138.320    | 45,98 (20) | 1.32,34 (20)    | DNS             |                    |

pr = persoonlijk record
* = met val